# 相模原市立清新小学校
相模原市立清新小学校（さがみはらしりつ せいしんしょうがっこう）は、神奈川県相模原市中央区清新3丁目にある公立小学校。

## 沿革
- 1954年（昭和29年）
  - 11月15日 - 相模原町立向陽小学校清新分校として誕生。この時点の児童数213名、職員数11名。
  - 11月20日 - 相模原町の市制施行により、相模原市立向陽小学校清新分校と改称。
- 1955年（昭和30年）4月1日 - 向陽小学校から独立し、相模原市立清新小学校として開校。開校時点の児童数362名、職員数13名。校章制定。
- 1959年（昭和34年）3月23日 - 学校給食を開始。
- 1962年（昭和37年）7月21日 - 水泳プール完成。
- 1964年（昭和39年）
  - 3月10日 - 講堂兼公民館落成。
  - 5月1日 - 新住居表示施行により、学校所在地が清新3丁目16番6号となる。
  - 12月6日 - 創立10周年記念祝賀式挙行。同日、校歌制定（作詞:中村雨紅・作曲:海沼実）。
- 1967年（昭和42年）12月23日 - 16号線学校入口に歩道橋完成。
- 1968年（昭和43年）4月1日 - 鉄筋コンクリート校舎完成（第4校舎・6教室）。
- 1969年（昭和44年）
  - 8月1日 - 鉄筋コンクリート校舎完成（第4校舎・6教室）。
  - 11月15日 - 創立15周年祝賀式挙行（日本庭園、西洋花壇、子どもの丘、遊具施設、記念誌作成）。
- 1973年（昭和48年）8月27日 - 鉄筋コンクリート校舎増築（音・理・家・普通教室3）。
- 1974年（昭和49年）7月13日 - 体育館落成。同日、創立20周年祝賀式挙行（体育館前と池の整備、記念誌作成）。
- 1977年（昭和52年）
  - 4月4日 - プレハブ校舎（2教室）完成。
  - 7月11日 - 木造校舎お別れの会開催（校舎改築に伴う木造校舎、第一(1教室)、第2(4教室)、第三(3教室)取りこわし）。
- 1978年（昭和53年）
  - 2月13日 - 鉄筋コンクリート2階建校舎（B棟）完成し、移転（職・図・視・音・事・保・図工・理延132万7,423平方メートル）。
  - 12月25日 - 校舎改築に伴う木造校舎（第一(一部)、第二、第三）取りこわし。
- 1979年（昭和54年）
  - 4月19日 - 新給食室完成し、移転。
  - 8月31日 - 鉄筋コンクリート3階建校舎（C棟）完成し、移転（普通教室18）。
- 1980年（昭和55年）3月23日 - 円型ケーブル完成。
- 1981年（昭和56年）9月1日 - 造形砂場完成。
- 1984年（昭和59年）11月10日 - 創立30周年祝賀式挙行（アスレチック、記念誌作成）。
- 1985年（昭和60年）
  - 4月5日 - 鉄筋コンクリート2階建校舎（D棟）と鳥小屋完成。
  - 11月10日 - 清新小学校正門及び校地内通路完成。
- 1986年（昭和61年）
  - 3月22日 - 日時計完成。
  - 12月20日 - サイコ池修理完成。
- 1987年（昭和62年）
  - 1月30日 - 百葉箱完成。
  - 3月15日 - 花壇、風向風速計設置。
  - 6月30日 - 安らぎの庭完成。
  - 8月31日 - 噴水と小川の池完成。
- 1988年（昭和63年）
  - 4月20日 - C棟グリーンベルト完成。
  - 10月20日 - 相模原立体模型図完成。
- 1989年（平成元年）12月6日 - 資料館完成。
- 1991年（平成3年）11月30日 - ロープウェイ完成。同日、パソコン教室が完成し、コンピュータ40台設置。
- 1992年（平成4年）
  - 5月1日 - 水生園（めだかの学校）完成。
  - 10月31日 - ジョギングコース（遊歩道）完成。
- 1993年（平成5年）3月 - 昆虫園（生活科施設）完成。
- 1994年（平成6年）11月9日 - 創立40周年祝賀式挙行（リス園・メタセつ子文庫開設、記念誌作成）。
- 1995年（平成7年）9月 - 玄関前にマテバシイ移転植樹、中庭にアーチ、芝生整備。
- 1996年（平成8年）3月31日 - 新プール完成。
- 1998年（平成10年）
  - 3月31日 - プレイルーム改修により、2教室増設。
  - 8月31日 - A棟耐震工事。
- 1999年（平成11年）
  - 3月31日 - D棟横に仮設教室（4教室）完成。
  - 8月31日 - 給食室拡張。
- 2000年（平成12年）4月1日 - 情緒学級開設。
- 2001年（平成13年）3月1日 - 体育館落成。
- 2003年（平成15年）
  - 3月31日 - 校歌板設置。
  - 4月1日 - 一部学区を分離し、相模原市立小山小学校開校。
- 2004年（平成16年）
  - 8月31日 - C棟耐震工事。
  - 11月13日 - 創立50周年記念式典挙行（記念誌作成）
- 2005年（平成17年）3月1日 - 校歌碑完成。
- 2017年（平成29年） - C棟校舎改修工事。
- 2020年（令和2年） - B棟校舎改修工事。
- 2021年（令和3年） - B棟校舎外壁塗装工事。

## 通学区域
- 相模原市中央区[1]
  - 相模原2丁目（全域）
  - 相模原3丁目（全域）
  - 相模原7丁目（全域）
  - 相模原8丁目（全域）
  - 清新1丁目（全域）
  - 清新2丁目（全域）
  - 清新3丁目（全域）
  - 清新5丁目（1番〜22番・27番）
  - 清新6丁目（全域）
  - 清新7丁目（全域）
  - 清新8丁目（全域）
  - 中央1丁目（全域）
  - 中央4丁目（全域）
  - 中央5丁目（全域）
  - 南橋本4丁目（1番のみ）

## 進学中学校
- 相模原市中央区[2]
  - 相模原市立清新中学校

## 周辺
- 相模原市清新公民館 - 敷地が隣接。
- 国道16号線 - 学校付近では、神奈川県道503号相模原立川線も重複。
- 学校法人黛学園清心幼稚園 - 進学前幼稚園のひとつ。

## 交通アクセス
- 神奈川中央交通「相31」系統（相模原駅南口⇔峡の原車庫）・「相32」系統（相模原駅南口⇔相模原協同病院）で、「清新小学校前」バス停下車後、徒歩2分。
- JR東日本横浜線相模原駅から、
  - 徒歩約1.2km・約18分。
  - 駅南口7番のりばから、上述の神奈川中央交通バス「相31」・「相32」の各系統に乗車し、「清新小学校前」停留所下車後、徒歩。
- JR東日本相模線南橋本駅から、徒歩約1.3km・約20分。